# Jorge Gudiño
Jorge Gudiño Goya (Città del Messico, 2 giugno 1920 – Celaya, 1995) è stato un cestista messicano.

## Carriera
Con il Messico ha disputato una edizione dei Giochi olimpici (1948), oltre a due edizioni Giochi panamericani (1951, 1955).